# Henry Johnson (soldado)
Henry Johnson (11 de junho de 1850 — 31 de janeiro de 1904 ) foi um Buffalo Soldier (soldados negros do exército  dos Estados Unidos da América do Norte) do estado de Indiana que ganhou a Medalha de Honra por sua disciplina nas batalhas contra os índigenas na América.